# 西警察署 (福岡県)
西警察署（にしけいさつしょ）は福岡県警察が管轄する警察署の一つで、福岡地区に属す。署長の階級は警視。

## 概要
2006年4月に旧西警察署を分割し福岡市西区のみを管轄する警察署として、福岡市の伊都土地区画整理事業に絡めて新設された。新設であるが建制順は早良警察署に次いで第5番目。管内は宅地開発と人口流入、高速道路の延伸による交通量の増加が著しい一方、田園風景も多く、福岡市の西のターミナル姪浜やアウトレットモールのマリノアシティ福岡、九州大学元岡地区（伊都キャンパス）、離島として博多湾内の能古島、玄界灘の玄界島などを抱える。
新聞やテレビでは「福岡西警察署」と表記されるが、これは、西だけでは抽象的で所在地名が不明瞭なため、報道通称として市名を冠している。

## 所在地
- 福岡市西区今宿西一丁目14番10号[1]

（今宿小学校西側、西九州自動車道（福岡前原有料道路）今宿インターチェンジ、最寄駅はJR九州筑肥線今宿駅）

## 管轄区域
- 福岡市西区[1]

## 沿革
- 2006年4月3日 福岡市西区を管轄する（2代目）福岡県西警察署を今宿町に新設[1]。同日（初代）福岡県西警察署は福岡県早良警察署に改称。
- 2013年10月28日 住居表示実施により現在の住所に変更[1]。

## 組織
- 総務課
- 会計課
- 留置管理課
- 生活安全課
- 刑事課
- 交通課
- 警備課
- 地域課

## 交番・駐在所
（　）の中は、読み・所在地。
- 姪の浜警部交番（めいのはま・福岡市西区姪の浜3丁目1番11号）
- 石丸交番（いしまる・福岡市西区石丸4丁目3番58号）（松原交番から移転して改称）
- 今宿交番（いまじゅく・福岡市西区今宿1丁目9番6号）
- 周船寺交番（すせんじ・福岡市西区周船寺2丁目8番13号）
- 壱岐交番（いき・福岡市西区壱岐団地105番5号）
- 宮ノ浦駐在所（みやのうら・福岡市西区大字宮浦1959番地の3）
- 能古駐在所（のこ・福岡市西区能古725番地10）
- 今津駐在所（いまづ・福岡市西区今津737番地3）